# Плая-Бланка
Пла́я-Бла́нка (исп. Playa Blanca, «белый пляж») — курорт в Испании, на юге острова Лансароте в архипелаге Канарских островов. Принадлежит к муниципалитету Яйса.

## Географическое положение

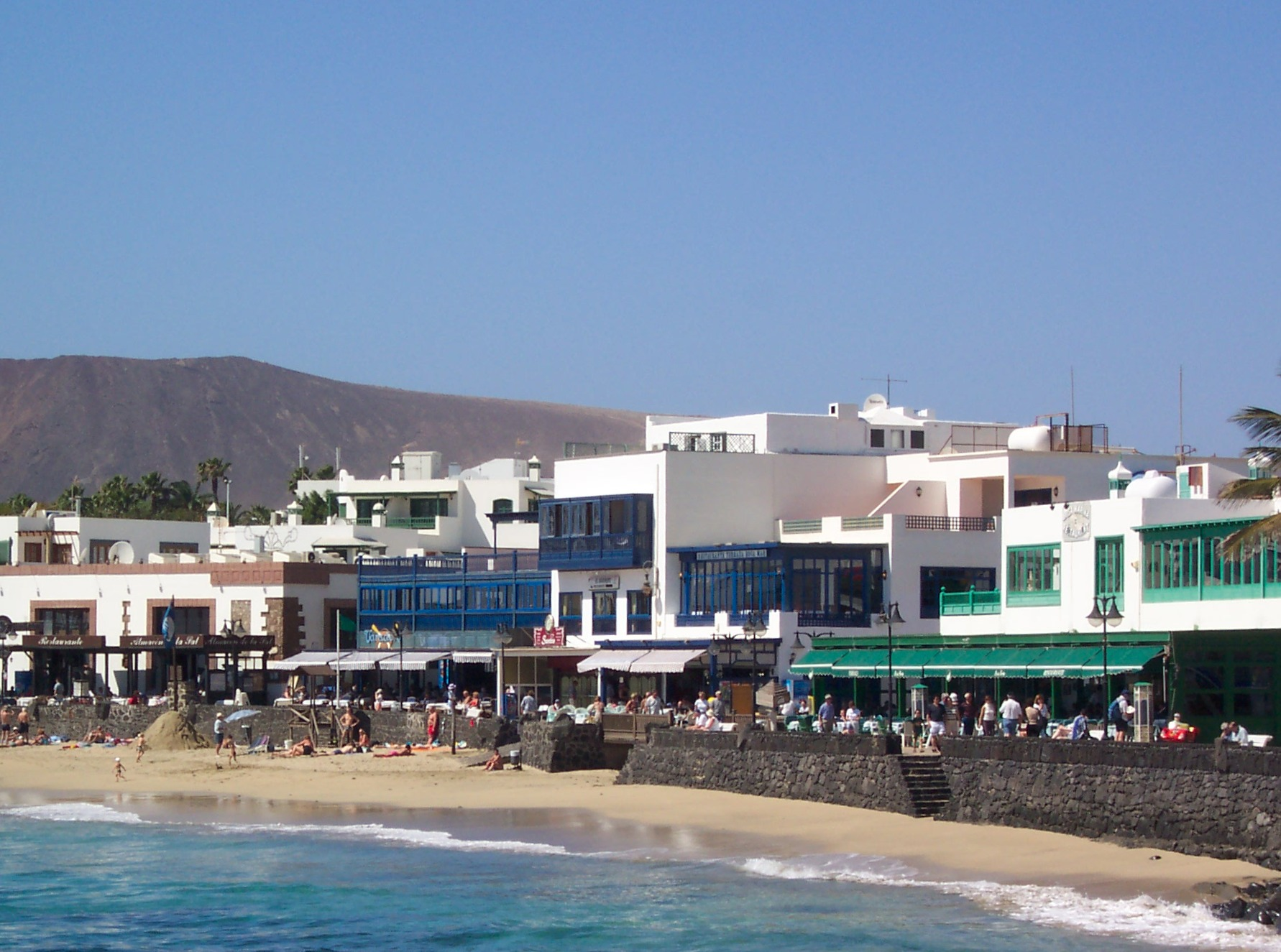
Набережная и пляж

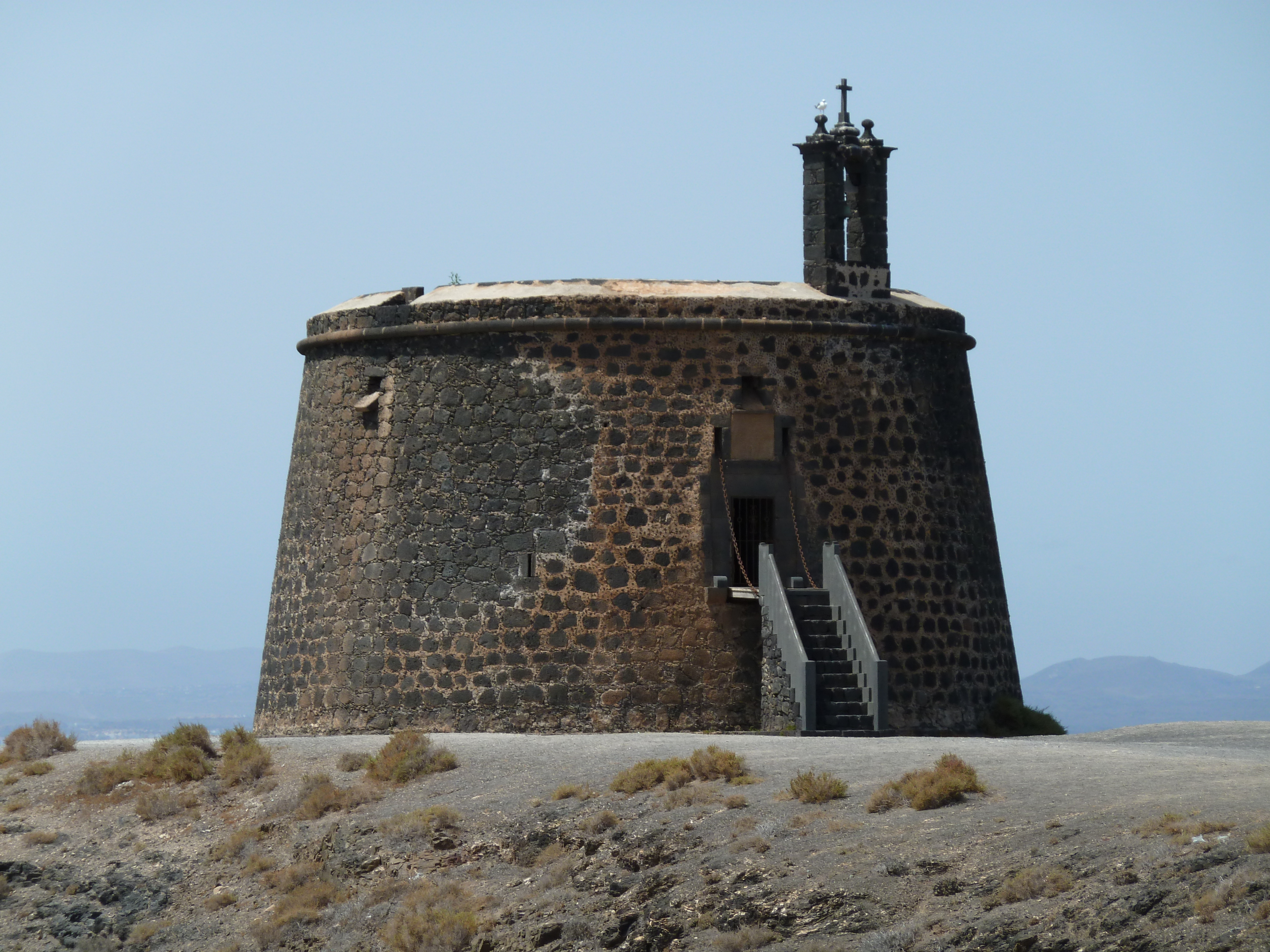
Башня Кастильо де лас Колорадас

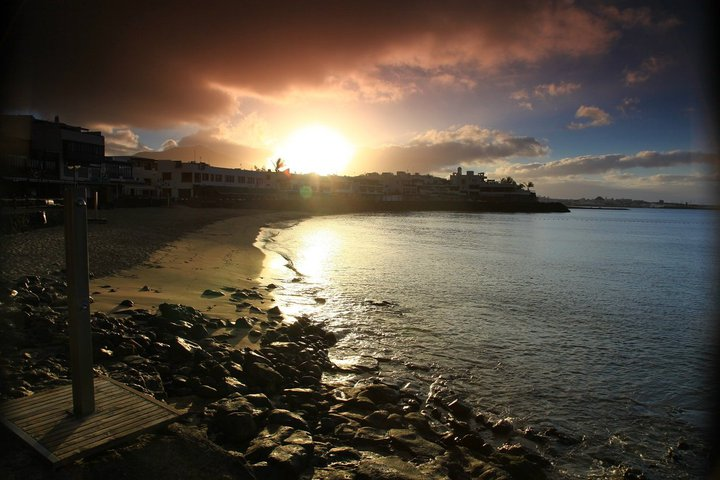
Пляж

Плая-Бланка расположен в 15 км от Яйса и в 40 км от Арресифе. Паромное, ходящий несколько раз в день, связывает Плая-Бланка с портом Корралехо на острове Фуэртевентура.
Плая-Бланка протянулся более от маяка Печигера на юго-западной оконечности острова Лансароте до пляжей Папагайо. Курорт расположен к югу от пустынного массива Ахачес (высота 560 м) и засушливой равнины Лос-Рострос, у подножия вулкана Монтанья Роха (высота 194 м). На шестикилометровом побережье курорта находятся 3 пляжа: небольшой пляж Плая-Бланка в центре курорта, пляж Плая-Дорада на востоке и искусственный пляж Плая-Фламинго на западе. Кроме того, неподалёку от курорта находятся пляжи Плаяс-де-Папагайо.

## История
Ещё недавно Плая-Бланка был небольшим рыбацким посёлком, но в последние годы стал третьим по величине туристическим центром острова Лансароте.

## Население
Население 11530 человек было распределено по частям курорта следующим образом: Montaña Roja — 5541, Playa Blanca — 2690, Costa de Papagayo — 1300, Plan Parcial Playa Blanca — 621, San Marcial de Rubicón — 598, Las Coloradas — 547, Castillo del Águila — 218 жителей, прочие — 15.

## Транспорт
В Плая-Бланка работают два порта. Из одного ходит паром на соседний остров Фуэртевентура. Второй — Марина Рубикон — современный порт с дорогими яхтами, ресторанами, магазинами и картинной галереей, один из важнейших культурных центров курорта.
По Плая-Бланка курсируют автобусы. Также имеется автобусное сообщение со столицей острова.
В 35 км от Плая-Бланка находится аэропорт.

## Достопримечательности
- Сторожевая башня Кастильо де лас Колорадас (середине XVIII века). Была сооружена на скалистом мысе для защиты селения от пиратов. Башня изображена на гербе курорта.
- Плайас-де-Папагайо. Песчаные пляжи, расположенные недалеко от восточной оконечности Плая-Бланка.[3]
- Маяк Печигера (Pechiguera), построенный в 1936 году[1]